# 존 우드 (활동가)
존 J. 우드(John J. Wood, 1964년 1월 ~ )는 룸투리드의 설립자이다.

## 생애
미국 코네티컷주 하트퍼드에서 태어났다. 그의 가족은 나중에 펜실베이니아주 애선스로 이사를 가는데, 존 우드가 고등학교를 그곳에서 다녔다.

## 룸투리드의 설립
1998년, 그는 네팔의 히말라야산맥으로 트레킹을 하던 중 한 학교를 방문했는데 그곳의 도서관에 책이 없을 정도로 교육 환경이 열악하다는 것을 발견했다. 몇 년 후, 그는 3000권의 책을 가지고 다시 돌아왔다. 이렇게 그는 장기적으로 열악한 교육 환경에 놓여져 있는 아이들을 위해 1991년부터 근무했던 마이크로소프트를 1999년에 떠나고 2000년에 개발 도상국 교육의 문해와 양성평등 문제를 해결하기 위해 만들어진 비영리 단체인 ‘룸투리드’를 설립하였다.